# Petals for Armor
Petals for Armor  è il primo album in studio della cantante statunitense Hayley Williams, pubblicato l'8 maggio 2020 dall'Atlantic Records.

## Descrizione
Tutti i brani del disco sono stati prodotti da Taylor York, già chitarrista dei Paramore, e dieci di essi sono stati inclusi negli EP Petals for Armor I e Petals for Armor II, pubblicati rispettivamente a febbraio e aprile 2020.

## Accoglienza
| Recensione      | Giudizio |
| --------------- | -------- |
| AllMusic        |          |
| Clash           | 8/10     |
| Consequence     | B+       |
| Exclaim!        | 8/10     |
| The Independent |          |
| NME             |          |
| Paste           | 8/10     |
| Pitchfork       | 7,2/10   |
| Rolling Stone   |          |
| Slant Magazine  |          |

Petals for Armor ha ricevuto recensioni perlopiù positive da parte della critica specializzata. Secondo l'aggregatore di recensioni Metacritic, il disco possiede un punteggio di 84 su 100 basato su venti recensioni, equivalente ad «acclamazione universale». Discorso analogo anche attraverso il portale AnyDecentMusic?, dove il disco ha una votazione media di 8,1 su 10 basandosi sulle valutazioni della critica.

## Tracce
1. Simmer – 4:26 (Hayley Williams, Taylor York, Joey Howard)
2. Leave It Alone – 4:05 (Hayley Williams, Joey Howard)
3. Cinnamon – 3:31 (Hayley Williams, Taylor York)
4. Creepin' – 2:58 (Hayley Williams, Joey Howard, Steph Marziano)
5. Sudden Desire – 3:08 (Hayley Williams, Joey Howard)
6. Dead Horse – 3:19 (Hayley Williams, Daniel James)
7. My Friend – 3:39 (Hayley Williams, Joey Howard)
8. Over Yet – 3:34 (Hayley Williams, Joey Howard, Steph Marziano)
9. Roses/Lotus/Violet/Iris – 5:21 (Hayley Williams, Taylor York, Daniel James)
10. Why We Ever – 4:23 (Hayley Williams, Micah Tawlks)
11. Pure Love – 3:07 (Hayley Williams, Joey Howard)
12. Taken – 2:46 (Hayley Williams, Joey Howard, Steph Marziano)
13. Sugar on the Rim – 4:14 (Hayley Williams, Taylor York)
14. Watch Me While I Bloom – 3:44 (Hayley Williams, Taylor York, Daniel James)
15. Crystal Clear – 3:33 (Hayley Williams, Taylor York, Rusty Williams)

## Formazione
Musicisti
- Hayley Williams – voce, chitarra (tracce 1, 3 e 4), tastiera (tracce 1, 3, 4, 7, 8, 10-13, 15), batteria (traccia 3)
- Taylor York – strumentazione aggiuntiva
- Joey Howard – basso (eccetto tracce 13 e 14), tastiera (tracce 1, 2, 4, 5, 7, 9, 11 e 12), percussioni (traccia 2), chitarra (traccia 4), programmazione (tracce 5 e 7)
- Aaron Steel – batteria (tracce 1-12), percussioni (tracce 1, 2 e 9), conga (tracce 2, 9, 11)
- Daniel James – arrangiamento strumenti ad arco (tracce 2 e 9)
- Benjamin Kaufman – violino e violoncello chin (tracce 2 e 9)
- Steph Marziano – tastiera e programmazione (tracce 4 e 8)
- Mike Weiss – chitarra aggiuntiva (traccia 4)
- Julien Baker – cori (traccia 9)
- Phoebe Bridgers – cori (traccia 9)
- Lucy Dacus – cori (traccia 9)
- Zac Farro – batteria (tracce 14 e 15)
- Brian Robert Jones – basso (traccia 14)
- Rusty Williams – voce e pianoforte (traccia 15)

Produzione
- Taylor York – produzione
- Carlos de la Garza – missaggio e ingegneria del suono, produzione aggiuntiva (tracce 8, 11, 12, 14 e 15)
- Dave Cooley – mastering
- Michael Craver – assistenza al missaggio, assistenza tecnica
- David Fitzgibbons – assistenza al missaggio, assistenza tecnica
- Kevin "K-Bo" Boettger – assistenza tecnica
- Michelle Freetly – assistenza tecnica
- Jake Butler – assistenza tecnica
- Steph Marziano – produzione aggiuntiva (tracce 4 e 8)
- Daniel James – produzione aggiuntiva (tracce 4, 6, 8, 9 e 14)
- Joey Howard – produzione aggiuntiva (traccia 7)
- Micah Tawlks – produzione aggiuntiva e ingegneria del suono (traccia 10)

## Successo commerciale
Negli Stati Uniti d'America ha esordito alla 18ª posizione della Billboard 200 statunitense e alla vetta della Rock Albums, rendendo Williams la prima artista nella storia di quest'ultima classifica ad avere un album numero uno sia da solista che con un gruppo. Nella sua prima settimana ha venduto 22 000 unità equivalenti, di cui 17 000 sono vendite pure.
L'album ha debuttato alla 4ª posizione nella Official Albums Chart britannica con 5 997 copie distribuite durante la sua prima settimana di disponibilità.

## Classifiche
| Classifica (2020) | Posizione massima |
| ----------------- | ----------------- |
| Australia         | 6                 |
| Austria           | 51                |
| Belgio (Fiandre)  | 117               |
| Belgio (Vallonia) | 200               |
| Germania          | 24                |
| Irlanda           | 38                |
| Nuova Zelanda     | 24                |
| Portogallo        | 21                |
| Regno Unito       | 4                 |
| Stati Uniti       | 18                |